# Béni Hamidane
Beni Hamidane là một đô thị thuộc tỉnh Constantine, Algérie. Dân số thời điểm năm 2002 là 8.197 người.